# Jamelia
Jamelia, pseudonimo di Jamelia Niela Davis (Smethwick, 11 gennaio 1981), è una cantante, attrice e personaggio televisivo britannico. Di origini Giamaicane.
Attiva nell'industria musicale nel primo decennio del XXI secolo, ha pubblicato tre album e numerosi singoli di successo, tra cui la hit Superstar, registrando sette entrate nella Top10 della UK Singles Chart, vendendo globalmente oltre 2 milioni di copie. Grazie ai suoi successi ha ottenuto quattro Mobo Awards, e ricevuto nove nomine ai BRIT Award e due agli MTV Europe Music Awards.
La carriera decennale di successo di Jamelia l'ha portata a diventare giudice in talent show nel Regno Unito e Irlanda, tra cui Move Like Michael Jackson (2009) e The Voice of Ireland (2013-2014). Sulla vita della cantante sono state girate tre serie televisive-documentario tra il 2008 e il 2011. Successivamente ha condotto alcuni palinsesti per il talk show britannico Loose Women (2013-2016) , partecipato a numerosi reality show, tra cui Strictly Come Dancing (2015) e Top Gear (2016), e recitato nella serie televisiva Delitti in Paradiso (2013) e Hollyoaks (dal 2023).

## Biografia

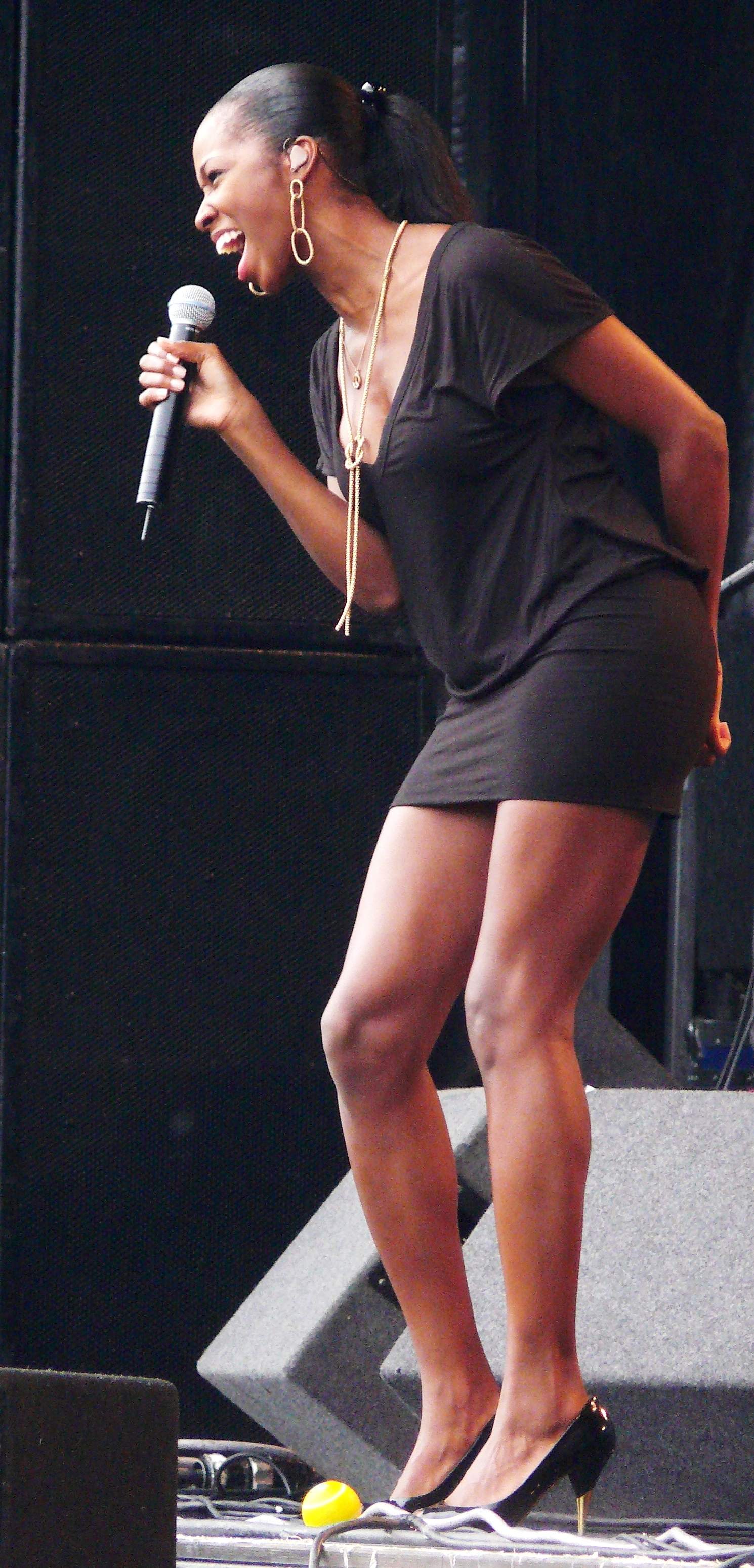
Jamelia nel 2007.

Precoce nel suo talento musicale, a 15 anni si presenta alla casa discografica Parlophone con i testi delle sue canzoni, dimostrando di avere un grande carattere ed una grande determinazione, la casa discografica rimane impressionata dai suoi brani a cappella e le fa subito firmare un contratto, dopo 3 anni escono i suoi primi singoli. Nel 1999 per la prima volta le sue canzoni entrano nelle classifiche R&B britanniche: Thinking 'Bout You e Call Me, seguono Boy Next Door e Money nel 2000.
Nel 2000 Jamelia pubblica il suo album del debutto Drama, che le permette di vincere un Mobo Award e di guadagnarsi un articolo pubblicato dall'Indipendent On Sunday, il giornale si avventura persino in un paragone con la rapper statunitense Missy Elliott.
La gravidanza che porterà alla nascita della prima figlia Teja (nata il 18 marzo 2001) l'allontana dalle scene per tre anni, nei quali viene quasi totalmente dimenticata dalla scena musicale. Nel 2003 l'artista britannica rientra con due singoli di grande successo: il primo Bout ed il secondo Superstar campione di vendite che la fa conoscere per la prima volta in Europa, Italia compresa.
Nel 2004 Jamelia pubblica il suo secondo album Thank You. Nell'autunno dello stesso anno contribuisce al supergruppo Band Aid 20 che pubblica il rifacimento del singolo Do They Know It's Christmas?, e lavora alla colonna sonora di Che pasticcio, Bridget Jones!. Nello stesso anno viene pubblicato il CD singolo Universal Prayer in duetto con Tiziano Ferro, colonna sonora dei giochi olimpici, che verrà poi inserita nelle successive ristampe di Thank You. Il 21 ottobre 2005, Jamelia dà alla luce la sua seconda figlia, Tiani Byfield, il cui padre è il calciatore Darren Byfield. 

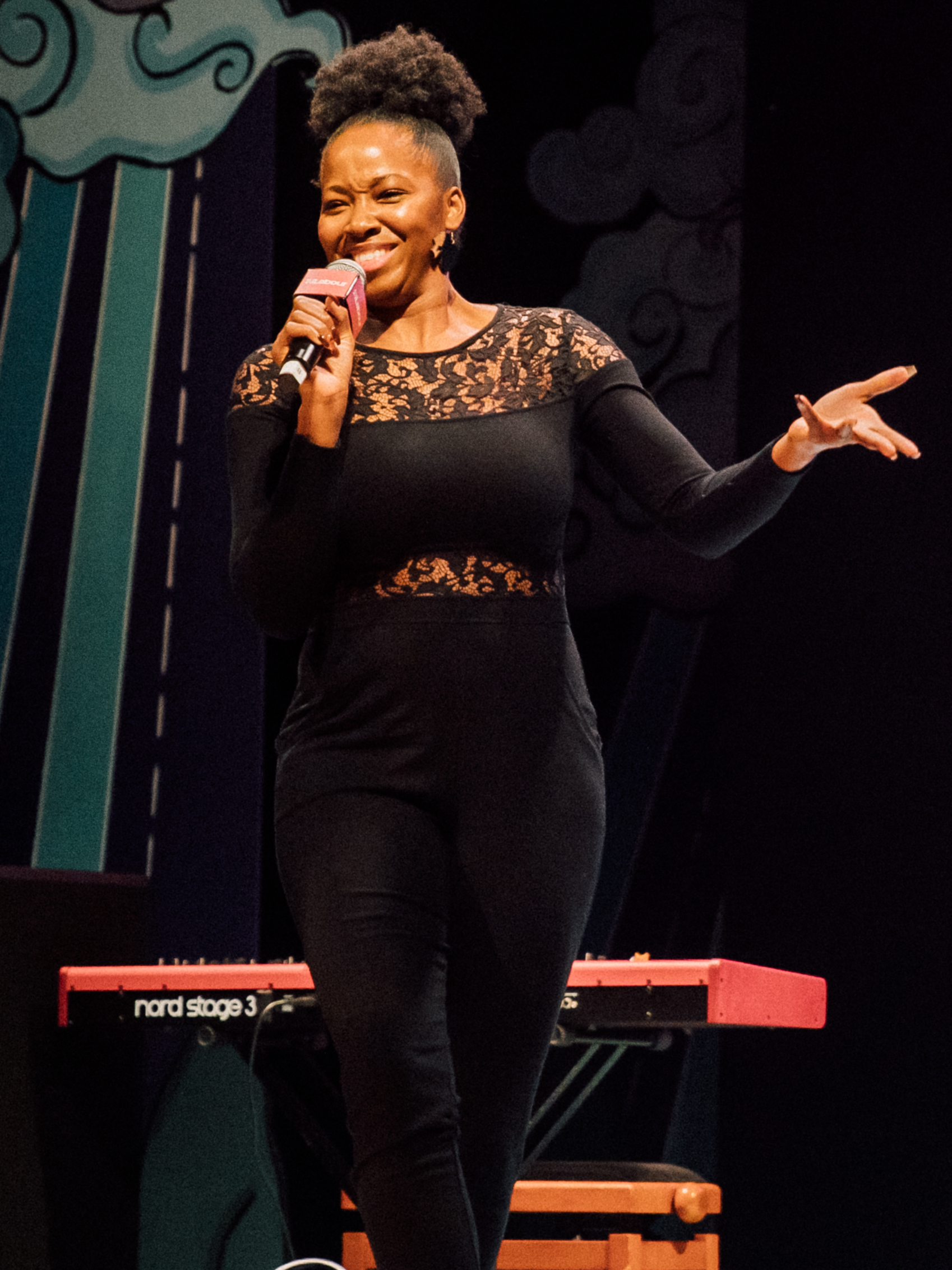
Jamelia al A Charter for the Arts Launch nel 2019.

Nel 2006 pubblica il suo terzo album Walk With me, anticipato dal singolo Something About You. L'album contiene una collaborazione esclusiva con Afrika Bambaataa nel brano Do Me Right. Il 4 dicembre 2006 Jamelia pubblica Beware of the Dog, il suo secondo singolo estratto da Walk With Me, basato su un campionamento di Personal Jesus dei Depeche Mode. L'album è un flop commerciale, e così la casa discografica opta per la pubblicazione di un Greatest Hits nel 2007, ponendo fine al contratto con Jamelia. Nel 2009, Jamelia firma un nuovo contratto discografico, ma ciononostante non ha mai pubblicato altra musica da allora.
Tra il 2013 e il 2014, Jamelia viene scelta come giudice di The Voice of Ireland,  e intraprende il ruolo di curatrice di alcune rubriche e opinionista nel talk show britannico Loose Women sino al 2016. Sempre nel 2013 interpreta un ruolo ricorrente nella serie televisiva Delitti in Paradiso. Prosegue la carriera nelle reti televisive britanniche e irlandesi con svariate apparizioni televisive, partecipando a numerosi talent/game show, tra cui a Strictly Come Dancing,, Celebrity Squares, Tipping Point: Lucky Stars. Dopo la partecipazione nel 2016 a Top Gear, partecipa a Don't Ask Me Ask Britain nel 2017 e a Richard Osman's House of Games nel 2020.
Nel 2022 recita nella miniserie di Sky Kids Little Darlings e partecipa come concorrente a Celebrity MasterChef. Dal 2023 al 2024, Jamelia è entrata nel cast di Hollyoaks, nel ruolo di Sharon Bailey. Nell'aprile del 2025, è andato in onda il dramma comico della BBC Just Act Normal in cui interpreta Jackie.

## Vita privata
Jamelia  ha avuto una relazione il manager musicale Terry Allen, con cui ha avuto una figlia Teja nata nel 2001; sostenendo che fosse violento nei suoi confronti, ispirando la canzone Thank You, la cantante ha interroto la relazione. Successivamente Jamelia ha avuto una relazione con il calciatore Darren Byfield; la coppia ha una figlia, Tiani, nata il 21 ottobre 2005. Nell'ottobre 2007 hanno annunciato il loro fidanzamento ufficiale, dopo alcuni mesi di separazioene, sposandosi il 14 giugno 2008 nel West Sussex. Il 3 novembre 2009 è stato annunciato il divorzio. Nel 2017 si risposa con un uomo la cui identità non è stata rivelata al grande pubblico. La coppia ha due figlie True, nata nel 2017, e Jream, nata nel 2022. La coppia divorzia nel corso della gravidanza. Nel 2024 la cantante ha dichiarato di essersi trasferita con le figlie a Dubai.

### Problematiche con la famiglia paterna
Jamelia ha rivelato di essere cresciuta senza il padre, a causa del fatto che questi entrava e usciva spesso di prigione, e che questo abbia rifiutato l'invito al suo matrimonio. Nel 2018, Jamelia ha attribuito la colpa degli scarsi progetti televisivi a causa del fratellastro Tafarwa Beckford, condannato per un omicidio di gruppo.

## Discografia

### Album in studio
- 2000 – Drama
- 2003 – Thank You
- 2006 – Walk With Me

### Singoli
- 1999 – I Do
- 2000 – Money
- 2000 – Call Me
- 2001 – Boy Next Door
- 2003 – Bout
- 2003 – Superstar
- 2004 – Thank You
- 2004 – See It In a Boy's Eyes
- 2004 – Universal Prayer (ft Tiziano Ferro)
- 2004 – DJ/Stop
- 2006 – Something About You
- 2006 – Beware of the Dog
- 2007 – No More

### Raccolte
- 2007 – Superstar: The Hits

### DVD
- 2004 – Thank You (Live DVD)

## Filmografia

### Cinema
- Magic Boys, regia di Róbert Koltai e Éva Gárdos (2012)

### Televisione
- Top Gear – serie TV, episodio 9x06 (2007)
- Crime Stories – serie TV, episodio 1x17 (2012)
- Delitti in Paradiso (Death in Paradise) – serie TV, episodio 2x05 (2013)
- Little Darlings – miniserie TV (2022)
- Hollyoaks – serie TV, 74 episodi (2023-2024)
- Drama Queens – serie TV, 8 episodi (2024)
- Just Act Normal – serie TV, 8 episodi (2025)

## Programmi televisivi
- Move Like Michael Jackson – programma TV (2009) giudice
- The Chase Celebrity Specia  – programma TV (2012) concorrente
- The Voice of Ireland – programma TV (2013-2014) coach e giudice
- Loose Women – talk show (2013-2016) ospite fisso e rubricista
- Tipping Point: Lucky Stars  – programma TV (2014) ospite ricorrente
- Celebrity Squares – programma TV (2014) concorrente
- Strictly Come Dancing – programma TV (2015) concorrente
- Celebrity Benchmark  – programma TV (2015) concorrente
- Bear Grylls: Mission Survive  – programma TV (2015) concorrente
- Top Gear – programma TV (2016) concorrente
- Don't Ask Me Ask Britain  – programma TV (2017) concorrente
- Richard Osman's House of Games  – programma TV (2020) concorrente
- Celebrity Masterchef  – programma TV (2022) concorrente
- Celebs Go Dating – programma TV (2022) concorrente